# سیارک ۷۲۶۶
سیارک ۷۲۶۶ (به انگلیسی: 7266 Trefftz، نامگذاری:4270T-2) هفت هزار و دویست و شصت و ششمین سیارک کشف شده‌است که در ۲۹ سپتامبر ۱۹۷۳ کشف شد.
قدر مطلق سیارک برابر ۱۵٫۰۰ است.